# Any key

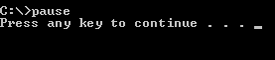
DOSのpauseコマンドは、"Press any key to continue."（続行するには何かキーを押してください）と表示して、ユーザがキーを押下するのを待つ。

Any key（エニー・キー）とは、コンピュータの操作において、ソフトウェアがユーザに対して何らかの表示出力を行い、これを確認した後に不特定のキー入力を求める際に使われる表現である。通常は"Press any key to continue"（続行するには何かキーを押してください）のように使用される。

## 概要
現在、一般に流通しているコンピュータに於いて、標準で「Any」という刻印のあるキー（入力スイッチ）はキーボード上に存在しない。英語の “Any” は疑問文や否定文では不定数（不定量）を表すが、肯定文で単数形を伴うと、anyは不定のものを表し、"Press any key"　は「（どれでもいいので）何らかのキーを押しなさい」という意味である。コンピュータの画面上では、「 Press Any key to continue... 」ないし「 Hit Any key... 」などと、何らかのキー入力を求める表示に使われる表現である。
"any key"という表現は、厳密には正確ではない。ほとんどのコンピュータシステムでは、修飾キー（シフトキーなど）、ロックキー（NumLockキーなど）、変換キーなど、単独で押下してもプログラムが実際の文字を生成しないキーがあり、"Press any key"に対してこれらのキーを押下しても何も起こらない。
DVD-R130など一部のサムスン電子製DVDプレーヤーのリモコンには"anykey"というボタンがあり、視聴中のDVDの状態を表示するために使用される。

## 歴史
初期のコンピュータでは、通常、出力装置としてテレタイプ端末が使用され、出力結果は紙に印刷された状態で表示された。そのため、一度に大量の結果を出力しても、後から見直すことができた。しかし、1970年代には、テレタイプ端末に代わってビデオ表示端末(VDU)が使用されるようになり、出力結果はディスプレイに表示されるようになった。ディスプレイでは、大量の結果を一度に表示するとスクロールされて最初の方の結果を見ることができない。そのため、1画面文のデータを表示して一時停止するようになった。ユーザは結果を確認し、何らかのキーを押下すると次の1画面文のデータが表示された。
また、フロッピーディスクの挿入やプリンタへの紙の補充など、ユーザによる何らかの物理的アクションが必要な場合にも、同様の一時停止が必要だった。
このようなプロンプトは、テキストベースのオペレーティングシステムでは一般的だった。グラフィカルユーザーインターフェイス(GUI)ではスクロールバーにより画面外にスクロールされたデータが表示できるようになり、データ表示のためのこのようなプロンプトは不要となった。ただし、後者のユーザのアクションを求めるプロンプトについては、「継続するには"OK"をクリック」と表示するモーダルダイアログなどのグラフィカルな表現に姿を変えて、今も残っている。

## 文化的意義

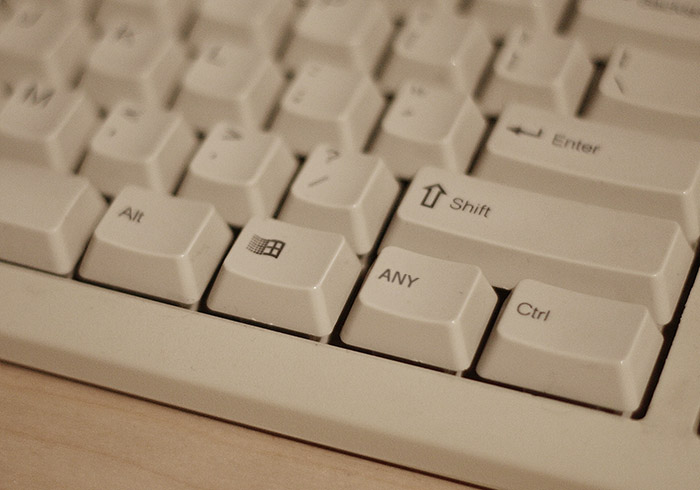
“Any”キー
この画像は架空のものである。このようなキーはジョークグッズを除いて実在しない。

1982年のApple Computerの開発者向けマニュアルには、次のように書かれている。
ユーザに"press any key."（何かキーを押してください）のように指示しないでください。 ... Apple IIシリーズのコンピュータでは、次のキーは単独で読み取ることができません：RESET、SHIFT、CONTROL。また、特に新規のユーザは、何かキーを押す(press any key)ように求められたときにパニックになることを、我々はテストで発見しました。それらの80%以上は、逆に「では、どのキーを押すべきですか?」と聞き返しました。この応答について彼らに質問したところ、彼らは、プロンプトがどのキーを押しても問題ないことを暗示していたとしても、一部のキーは危険である可能性があると確信しているということがわかりました。もちろん、彼らの確信は実際に正しいものでした。
1988年には、「"any"と刻印されたキーをキーボードから探したが、見つからなかった」と技術サポートに電話があったという報告がある。コンピュータメーカーのコンパックは、"any"というキーが存在しないことをFAQに追加し、一時は"Press any key"（何かキーを押してください）を"Press return key"（リターンキーを押してください）に置き換えることを検討した。
"any key"という概念は、コンピュータ関連ではよく登場するユーモアである。ザ・シンプソンズの第7シーズンのエピソード「キングサイズホーマー」でギャグとして使われた。
実際に"any"と刻印されたキーが、ジョークグッズとして売られていたり、記念品として配られたりする。